# John Mortimer
Pour les articles homonymes, voir Mortimer.
Sir John Clifford Mortimer, né le 21 avril 1923 à Londres dans le quartier de Hampstead et mort le 16 janvier 2009 à Turville, dans le Buckinghamshire, est un avocat, un scénariste et un écrivain britannique, auteur de la série policière ayant pour héros l'avocat londonien Rumpole. Il est le père de l'actrice Emily Mortimer.

## Biographie
Il fait ses études à Harrow School, puis au Brasenose College de l'Université d'Oxford, dont il sort diplômé en 1947. Membre du barreau britannique, il est avocat conseil de la reine d'Angleterre. Pendant la Seconde Guerre mondiale, il est scénariste de la Crown Film Unit (en).
En parallèle à son activité d'avocat, il mène une importante carrière littéraire. Comme dramaturge, il signe une quarantaine de pièces. Il rédige aussi les scénarios d'une dizaine de films, notamment l'adaptation de la nouvelle Le Tour d'écrou de Henry James pour le film Les Innocents (The Innocents) de Jack Clayton en 1961.
En littérature policière, il crée en 1978 le personnage de Rumpole, avocat londonien devenu le héros de deux romans et d'une quinzaine de recueils de nouvelles. D'un ton faussement désinvolte, ce juriste raconte comment il plaide à la cour, souvent devant son ennemi juré, le juge Boullingham, des affaires qu'il gagne toujours grâce à quelque astuce retorse ou par son efficace mauvaise foi.  Rumpole a été incarné par l'acteur Leo McKern dans la série télévisée britannique Rumpole of the Bailey (en) (1978-1992).
Il était anobli en 1998.

## Œuvre

### Romans

#### Série policièreRumpole
- Rumpole (1980)
- Rumpole's Return (1982)

#### SérieRapstone Chronicles
- Paradise Postponed (1985)  (ISBN 0-670-80094-5)
- Titmuss Regained (1990)
- The Sound of Trumpets (1998)

#### Autres romans
- Charade (1947), nouvelle édition, Viking, New York, 1986  (ISBN 0-670-81186-6).
- Like Men Betrayed (1953), nouvelle édition, Viking, New York (1988)  (ISBN 0-670-81187-4)
- The Narrowing Stream (1954), nouvelle édition, Viking, New York (1989)  (ISBN 0-670-81930-1)
- Three Winters (1956)
- Summer's Lease (1988)  (ISBN 0-14-010573-5)
- Dunster (1992)  (ISBN 0-670-84060-2)
- Felix in the Underworld (1997) Publié en français sous le titre Félix aux enfers, Paris, Payot, 2000 ; réédition, Paris, Payot & Rivages, « Rivages poche. Bibliothèque étrangère » no 363, 2001
- Quite Honestly (2005)  (ISBN 0-670-03483-5)

### Nouvelles

#### Recueils de nouvelles de la sérieRumpole
- Rumpole of the Bailey (1978)  (ISBN 0-14-004670-4)
- The Trials of Rumpole (1979)
- Regina v Rumpole (1981) Publication en français d'un choix de nouvelles de ce recueil sous le titre Affaires classées, Montréal/Paris, L'Étincelle, 1990 ; réédition sous le titre Rumpole : Affaires classées, Paris, 10/18, « Grands Détectives » no 2201, 1991
- Rumpole for the Defence (1982)
- Rumpole and the Golden Thread (1983) Publication en français d'un choix de nouvelles de ce recueil sous le titre Drôles d'affaires, Montréal/Paris, L'Étincelle, 1990 ; réédition sous le titre Rumpole : Drôles d'affaires, Paris, 10/18, « Grands Détectives » no 2265, 1992
- Rumpole for the Prosecution (1986)
- Rumpole's Last Case (1987) Publication en français d'un choix de nouvelles de ce recueil sous le titre Affaires à suivre, Montréal/Paris, L'Étincelle, 1989 ; réédition sous le titre Rumpole : Affaires à suivre, Paris, 10/18, « Grands Détectives » no 2229, 1991
- Rumpole and the Age of Miracles (1988)
- Rumpole and the Age for Retirement (1989)
- Rumpole a La Carte (1990)
- Rumpole On Trial (1992)
- Rumpole and the Angel of Death (1995)
- Rumpole and the Younger Generation (1995)
- Rumpole Rests His Case (2001)
- Rumpole and the Primrose Path (2002)
- Rumpole and the Penge Bungalow Murders (2004)
- Rumpole and the Reign of Terror (2006)
- The Anti-social Behaviour of Horace Rumpole ou Rumpole Misbehaves [É.-U.] (2007)
- A Rumpole Christmas ou Rumpole at Christmas (2009)

#### Autres recueils de nouvelles
- Great Law And Order Stories (1990), anthologie éditée par John Mortimer
- Thou Shalt Not Kill: Father Brown, Father Dowling, and Other Ecclesiastical Sleuths (1992), avec des textes de G. K. Chesterton et de Ralph McInerny
- Under the Hammer (1994)
- The Mammoth Book of Twentieth-Century Ghost Stories (1998), anthologie éditée par John Mortimer

#### Nouvelles isolées
- The Iron Road (1946)
- Mister Sophy (1967)
- Nature Study (1968)
- A Programmed Christmas Carol (1994)
- The Projected Death of Tickety-Boo (2000)
- Coastguard's Cottage (2004)
- The Actor's Story (2006)

### Autobiographie
- Clinging To The Wreckage: A Part Of Life, Weidenfeld & Nicolson, London (1982)  (ISBN 0-297-78010-7), Houghton Mifflin, New York (1982)  (ISBN 0-89919-133-9)
- Murderers and Other Friends: Another Part of Life, Viking, London (1994); Viking, NY (1995)  (ISBN 0-670-84902-2)
- The Summer of a Dormouse: A Year of Growing Old Disgracefully, Viking Penguin, London (2000)  (ISBN 0-670-89106-1), Viking Press, New York (2001)  (ISBN 0-670-89986-0)
- Where There's a Will, Viking, London (2003)  (ISBN 0-670-91365-0), Viking, New York (2005)  (ISBN 0-670-03409-6)
- In Others Words (2008)

### Théâtre
- The Dock Brief et What Shall We Tell Caroline? (1958), dans l'anthologie Plays of the Year, vol. 17, 1957-1958
- Lunch Hour, and Other Plays (1960) Publication en français de la première pièce du recueil sous le titre Une heure pour déjeuner, Paris, L'Avant-scène. Théâtre no 399, 1968
- Two Stars for Comfort (1962)
- A Voyage Round My Father (1983)
- Edwin and Other Plays (1984)
- Collected Plays (2006)

### Autres publications
- With Love & Lizards (1957)
- Heaven and Hell (y compris The Fear of Heaven and The Prince of Darkness, 1976)
- Clinging to the Wreckage (1982)
- In Character (1984)  (ISBN 0-14-006389-7)
- Character Parts (1986)  (ISBN 0-14-008959-4 et 0-14-008959-4)
- The Oxford Book of Villains (1992)
- The Brancusi Trial (2003)
- The Scales of Justice (2005)
- Zerah Colburn the Spirit of Darkness (2005)

## Filmographie

### Comme scénariste
- 1961 : Les Innocents (The Innocents), film de Jack Clayton, d'après la nouvelle Le Tour d'écrou de Henry James
- 1962 : Sept heures avant la frontière (Guns of Darkness), film d'Anthony Asquith
- 1963 : Le Deuxième Homme (The Running Man), film de Carol Reed
- 1965 : Bunny Lake a disparu (Bunny Lake is Missing), film d'Otto Preminger, d'après le roman homonyme d'Evelyn Piper
- 1968 : La Puce à l'oreille (A Flea in Her Ear), film de Jacques Charon, adaptation de la pièce homonyme de Georges Feydeau
- 1969 : John et Mary (John and Mary), film de Peter Yates
- 1999 : Un thé avec Mussolini (Tea with Mussolini), film de Franco Zeffirelli

## Sources
- Claude Mesplède, Dictionnaire des littératures policières, volume 2, Nantes, Éditions Joseph K., coll. Temps noir, 2007, p. 391-392.